# Félix Kabange Numbi Mukwampa
Felix Kabange Numbi Mukwampa, né le 7 novembre 1973 à Lubumbashi (RDC), est un homme politique congolais.
Docteur en médecine et chef de travaux à la faculté de médecine de Lubumbashi, il est ministre provinciale des mines, de l’environnement, du tourisme, de sports et loisirs, culture et arts entre 2010 et 2012 puis est Président National de l’Eveil de la conscience pour le Travail et le Développement (ECT) entre 2011 et 2017.
En avril 2012, il devient membre du Bureau politique national de la majorité présidentielle (MP) et est nommé ministre national de la Santé publique puis ministre national des Affaires foncières dans le gouvernement Augustin Matata Ponyo I et II, sous la présidence de Joseph Kabila Kabange.
En mai 2017, il est nommé ministre national de l’Aménagement du territoire et de la Rénovation de la ville dans le gouvernement Bruno Tshibala, sous la présidence de Joseph Kabila Kabange.
En décembre 2018, il est élu député national et provincial pour la législature 2019-2023. Il est membre de la commission socio-culturelle et de la commission des sages à l'assemblée nationale.
Décembre 2019, il lance le Rassemblement de la Génération Joseph Kabila (RGJK), mouvement politique et citoyen.

## Biographie

### Famille et études
Fils de Felix Kabange Numbi Mukwampa, enseignant puis Directeur d'école à Malemba et Manono, aujourd’hui à la retraite et de Mathilde Ilunga Mwila, enseignante, décédée en 2019. Il est marié à Irène Banza Kasongo avec qui il a eu 3 enfants (Jeriel - Gift, Deborah - lara et Tehila- Sharon).
Il obtient en 1991 son Diplôme d'État (baccalauréat) option biologie-chimie collège Imara à Lubumbashi.
En 1998, Felix Kabange Numbi Mukwampa terminer son parcours universitaire et devient Docteur en médecine de l’université de Lubumbashi. En 2015, Il devient également Chef de travaux de la dite faculté de médecine.
Après ses études en médecine, il se forme en techniques de communication, production et présentation des émissions en Radio, programmation radiophonique à la Chaire UNESCO d’Afrique Centrale (CHUAC) à Lubumbashi, puis en 2000 au CILDA/Université Paris X, Paris Nanterre.
De 2001 à 2005, Il se forme sur la planification, dépistage volontaire de VIH/SIDA, sur la gestion du programme de lutte anti-tuberculeuse, en management des soins de santé primaires et sur la sensibilisation, prise en charge des infections opportunistes et du SIDA, prise en charge des IST, enquêtes comportementales, gestion des ONG, bonne gouvernance, journalisme de paix.

### Vie associative
Felix Kabange Numbi Mukwampa a commencé son action publique par la vie associative. Il est de 1996 à 2000 vice président de la Fédération pour une Nouvelle Civilisation (FNC), ONG de lutte contre le SIDA. En 2001, il prend la direction de l’ONG Centre de Recherche pour le Développement Intégré  (CRDI).
Entre 2002 et 2004, il préside l’association des radios associatives et communautaires du Congo (ARCO) au Katanga. De 2004 à 2006, il devient vice président de l'association, chargé des provinces du Kasaï occidental, Kasaï oriental et du Katanga.
2005-2010, il est nommé Directeur Général de la Radio Télé Canal Lubumbashi.
Le 13 décembre 2019, il lance le Rassemblement de la Génération Joseph Kabila (RGJK), mouvement politique et citoyen. Avec le RGJK, Felix Kabange veut réhabiliter le bilan du Président Joseph Kabila. Les principes associés au mouvement sont le patriotisme, la souveraineté nationale et la gouvernance pour le mieux être des Congolais.

## Parcours politique
De 2011 à 2017, Felix Kabange Numbi Mukwampa  est Président National de l’Eveil de la conscience pour le Travail et le Développement (ECT). En avril 2012, il intègre le Bureau Politique National de la Majorité Présidentielle (MP) sous la présidence de Joseph Kabila Kabange. En 2018, à la création de la plateforme politique Front commun pour le Congo (FCC), il y participe et devient à nouveau membre du comité stratégique.

### Ministre provincial

#### Ministre provincial des Mines, de l'Environnement, du Tourisme, de la Culture et des Arts
En 2010, Felix Kabange Numbi Mukwampa entre au gouvernement provincial du Katanga comme ministre de l’Environnement, du Tourisme, des Sports et des Loisirs, de la Culture et des Arts sous la gouvernance de Moïse Katumbi Chapwe. Il le nomme en 2012 ministre provincial des Mines, de l'Environnement, du Tourisme, de la Culture et des Arts.

### Ministre national

#### Ministre de la Santé publique
Il devient en avril 2012 ministre national de la Santé publique dans le gouvernement Augustin Matata Ponyo. Il lutte contre l’épidémie de la fièvre hémorragique à virus Ebola déclaré en août 2012 à Isiro, Chef-lieu du District du Haut-Uélé, est situé à plus ou moins 570 km au Nord-est de Kisangani, capitale de la Province Orientale. « Nous avons mis en place un Comité international de coordination technique et scientifique, présidé par le Professeur Jean-Jacques Muyembe Tamfum, virologue congolais de renommée mondiale, pour une meilleure gestion et un contrôle rapide de cette épidémie » avait déclaré le ministre de la Santé.
Felix Kabange Numbi Mukwampa est l'auteur des projets de loi portant création de l'Ordre National des infirmiers et l'Ordre National des Chirurgiens Dentistes.
En juillet 2013, il fait face à une grogne des malades qui se plaignent du ralentissement du traitement de leurs dossiers afin de bénéficier de soigner à l’étranger. Une réunion est organisée avec les malades et les explications sont fournis.
Le 22 mars 2016 à Lubumbashi, il lance une campagne nationale de vaccination contre la polio. Plus de 18 millions d’enfants âgés de 0 à 59 mois étaient attendus. La même année il signe ZenTech, une société belge, un accord sur la réalisation d’une batterie de trois tests visant à détecter les risques de drépanocytose, de déficience en G-6-PD et du dosage de la TSHchez les nouveau-nés en République démocratique du Congo (RDC).
Octobre 2016 à l’hôtel Sultani à Kinshasa, Orange RDC et le ministère de la santé publique lance l’application baptisée « Cycle M ». Elle permet de faciliter aux femmes et aux couples la gestion du cycle menstruel et d’éviter ainsi les grossesses non-désirées.
Lors de son allocution à la tribune des nations unies à la réunion de haut niveau sur le VIH/SIDA en juin 2016, Il invite les nations à accélérer la lutte contre le VIH/sida et tendre ainsi vers une génération sans SIDA.

#### Ministre des Affaires foncières
Après le dialogue de la cité de l'OUA à Kinshasa qui avait vu l'opposition politique discuter avec la majorité présidentielle, une gouvernement d'union national est nommé avec à sa tête Samy Badibanga. Felix Kabange Numbi Mukwampa est maintenu mais change de portefeuille. De décembre 2016 à avril 2017, Il passe ministre national des Affaires foncières. À sa prise de fonctions, il s'engage à réduire les conflits fonciers. lI a œuvré à résoudre le manque d’informatisation du service et de numérisation des titres immobiliers. Il a également plaidé pour les femmes occupent une meilleure place dans la gestion de la cité et surtout dans son ministère.
Dans le cadre de la réduction des conflits fonciers, Félix Kabange Numbi Mukwampa a mis un accent particulier sur La défense des titres de propriété pour les personnes vulnérables, les femmes, les veuves et des orphelins. Il a ainsi organisé des journées portes ouvertes où les dossiers de spoliation des maisons et des terrains étaient présentés devant les agents du cadastre et des titres immobiliers et les dossiers trouvaient solution dans une approche participative .

#### Ministre de l’Aménagement du territoire et de la Rénovation de la ville
De Mai 2017 à Janvier 2019, Il passe au ministre national de l’Aménagement du territoire et de la Rénovation de la ville dans le gouvernement Bruno Tshibala.
Il est le Premier ministre de cette administration. Sa priorité a été de mettre en place le cadre organique ainsi que l’administration de l’Aménagement du territoire.
Il est porteur d'un projet décliné en quatre points : la définition de la  politique nationale de l’aménagement du territoire ; une loi-cadre sur l’aménagement du territoire ; du schéma national de l’aménagement du territoire et l’appui aux provinces pour l’élaboration des plans provinciaux et locaux de l’aménagement du territoire.

### Députation
Il est élu député national et provincial à Malemba-Nkulu dans la province du Haut-Lomami en décembre 2018 pour la législature 2019-2023. Du fait de l’incompatibilité des deux mandats, il a renoncé à son mandat provincial. Il est également membre de la commission socio-culturelle et de la commission des sages à l'assemblée nationale.